# Daniel T. Jones (Ökonom)
Daniel T. Jones ist ein Ökonom, Lean-Management-Experte und Autor von Wirtschaftsbüchern.

## Leben und Werk
Jones gilt als Lean-Management-Vordenker und begründete gemeinsam mit James P. Womack die internationale Lean-Management-Welle.
Nach dem Wirtschaftsstudium an den Universitäten Sussex und Manchester startete er 1973 seine Forschungskarriere am National Institute of Economic and Social Research (NIESR), wo er über Innovation in der Energiebranche und vergleichbaren Industriezweigen forschte.
1979 wurde er Europäischer Direktor am Massachusetts Institut für Technology für die MIT-Programme „Future of the Automobile“ und „International Motor Vehicle Programmes“.
1989 wurde er Professor für Produktionsmanagement und gründete das Lean Enterprise Research Centre an der Cardiff University Business School, die er 2004 verließ, um die Lean Enterprise Academy in London aufzubauen. Hier ist er bis heute als Seniorberater tätig.
Gemeinsam mit seinem Forschungsmitarbeiter James P. Womack schrieb er mehrere Bestseller. Das zusammen mit Womack und Daniel Roos, Professor am Massachusetts Institute of Technology, verfasste und 1991 erschienene Buch The Machine That Changed the World (deutsch: Die zweite Revolution in der Automobilindustrie) machte den Begriff Lean Production weltweit bekannt. Die Forschungen der drei Wissenschaftler hatten einen Produktivitätsunterschied von drei zu eins zwischen japanischen und amerikanischen Fabriken der Autoindustrie ergeben. Das Buch wurde in elf Sprachen übersetzt und mehr als 600.000 mal verkauft. Die vorerst letzte, um aktuelle Erfahrungen und Erkenntnisse angereicherte Auflage erschien 2007.

## Werke in deutscher Übersetzung
- Mit James P. Womack: Lean Thinking – Ballast abwerfen, Unternehmensgewinne steigern, Frankfurt am Main: Campus 2013, ISBN 978-3-593-39843-3.
- Mit James P. Womack: Lean Solutions – Wie Unternehmen und Kunden gemeinsam Probleme lösen, Frankfurt am Main: Campus 2006, ISBN 978-3-593-38112-1.
- Mit James P. Womack: Auf dem Weg zum perfekten Unternehmen, Frankfurt am Main: Campus 1997, ISBN 3-593-35674-0.
- Mit James P. Womack und Daniel Roos: Die zweite Revolution in der Autoindustrie: Konsequenzen aus der weltweiten Studie aus dem Massachusetts Institute of Technology, Frankfurt am Main: Campus 1991, ISBN 3-593-34548-X.